# Gymnophora chilensis
Gymnophora chilensis är en tvåvingeart som beskrevs av Borgmeier 1960. Gymnophora chilensis ingår i släktet Gymnophora och familjen puckelflugor. Inga underarter finns listade i Catalogue of Life.